# Organization for Flora Neotropica
De Organization for Flora Neotropica (OFN) is een organisatie die als doel heeft om een gepubliceerd overzicht te geven van de flora van de neotropen. De organisatie is in 1964 opgericht. Het secretariaat is gevestigd in de New York Botanical Garden. 
De OFN ontsluit informatie over de flora van de neotropen via de publicatiereeks Flora Neotropica. Dit is een serie monografieën, waarin naast vaatplanten ook mossen, schimmels en korstmossen worden behandeld. De organisatie houdt zich verder bezig met het ondersteunen van botanici bij het verkrijgen van faciliteiten die zij nodig hebben voor hun werk, het vestigen van samenwerkingsverbanden tussen botanische instituten in de wereld die zich bezighouden met onderzoek naar de neotropische flora, het faciliteren van de opleiding van toekomstige onderzoekers, het versterken van de positie van lokale herbaria in Centraal- en Zuid-Amerika en met de promotie van de bescherming van de natuurlijke vegetatie in de neotropen. Jaarlijks organiseert de OFN een bijeenkomst. 
Wetenschappers die aan de OFN zijn verbonden, zijn onder meer Frank Almeda, Pieter Baas, Brian Boom, Armando Carlos Cervi, Thomas Croat, Thomas Daniel, Gerrit Davidse, Robert Dressler, Christian Feuillet, Jean-Jacques de Granville, Robbert Gradstein, Sandra Knapp, Peter Møller Jørgensen, Gwilym Lewis, Paul Maas, Scott Mori, Ghillean Prance, Peter Raven, Susanne Renner, Laurence Skog, Carmen Ulloa Ulloa, Dieter Wasshausen, Maximilian Weigend en Marga Werkhoven.